# Корнуоллис, Уильям
Уильям Корнуоллис (англ. William Cornwallis, 10 февраля 1744 − 5 июля 1819) — прославленный британский адмирал, брат генерала Чарльза Корнуоллиса.

## Карьера
На флоте служил с 11 лет. С детства дружил с будущим адмиралом Горацио Нельсоном, хотя вместе служить им пришлось только однажды — в молодости на островах Вест-Индии. Одержал множество морских побед в 1780−1800 годах, главным образом в Атлантике, Карибском море и Индии. Принимал участие в войне за независимость США, во Французских революционных и Наполеоновских войнах. 2 февраля 1793 года был произведен в чин контр-адмирала белой эскадры. В 1795 году отличился в стычке с превосходящими силами противника, известной как отход Корнуоллиса.
12 февраля 1799 года Корнуоллис был произведен в чин адмирала синей эскадры (синего флага). Командовал флотом Канала в феврале 1801 года и в 1803−1806 годах. В 1805 году, во время Трафальгара, командовал защитой Англии с моря от ожидаемого наполеоновского вторжения. В ходе Революционных и Наполеоновских войн осуществлял морскую блокаду французского Бреста. В 1806 году по состоянию здоровья ушел в отставку.

## Политическая деятельность
С 1790 по 1806 год был членом Парламента от округа Ай (англ. Eye).

## Звания
- Адмирал (9 ноября 1805)[4].